# 倫敦帕丁頓車站
帕丁頓站（英語：Paddington Station，也譯為柏靈頓站或帕丁頓站）位於英國大倫敦帕丁頓地區，是國家鐵路局與倫敦地鐵的鐵路車站，擁有悠久的歷史，自從1838年就是大西部鐵路（Great Western Railway）在倫敦的終點站。現在許多主線上的車站，都是由伊桑巴德·金德姆·布魯內爾所設計的，歷史可以追溯到1854年。
帕丁頓站也在1863年開始倫敦地鐵的服務，也是大都會鐵路（為世界上最早的一條地鐵）西邊的終點站。儘管擁有悠久的歷史，帕丁頓車站也越來越現代化，後來增加了一條路線，專供通往倫敦希斯路機場的希斯路機場快線（Heathrow Express）行駛。

## 國家鐵路帕丁頓站
這個國家鐵路局車站也被稱為倫敦帕丁頓站，雖然這個名稱在倫敦以外的地區被廣泛使用，但是倫敦人很少這樣稱呼。一部分的車站（也包括車棚）的歷史可以追溯到1854年，當時是作為布魯內爾的大西部鐵路在倫敦的終點站。而今天則是倫敦七個由國家鐵路局所管理的車站之一。

### 歷史
在帕丁頓地區出現的第一個車站是作為大西部鐵路在帕丁頓橋路西邊的臨時終點站，最早的大西部鐵路是從1838年開始行駛，路線是從倫敦到Taplow。在帕丁頓主車站在1854年1月16日開幕後，原本的車站則變成了貨物車站。在廢棄一年之後，它現在變成了一個住宅與商業混合區域的一部分。
位於帕丁頓橋路與蒲雷德街之間的帕丁頓主車站是在1854年開幕，是由伊桑巴德·金德姆·布魯內爾所設計的，現在帕丁頓主車站的車站大廳擺放了一座布魯內爾的雕像來紀念他，既使大部份的細部設計是出自布魯內爾的夥伴馬修·懷特（Matthew Digby Wyatt）之手。最近則在車站的北邊發現了布魯內爾非常早期的作品。
玻璃屋頂是由3個熟鐵製成的拱所支撐，3個拱的跨度分別為20.70公尺（68英呎）、31.20公尺（102英呎）與21.30公尺（70英呎），屋頂則長達213公尺（699英呎）。倫敦希爾頓柏靈頓飯店位在蒲雷德街（Praed）上，帕丁頓站前方，是由建築師菲利浦·查爾斯·哈德威克（Philip Charles Hardwick）所設計，他也是菲利浦·哈德威克之子（Philip Hardwick，為尤斯頓拱門的設計者）。希爾頓柏靈頓飯店是在1851年-1854年間所建造的。
帕丁頓站大體上是在1906年-1915年間擴建的，在車站的北側興建了第4個拱，跨度為33公尺(109呎)，與其他3個拱相互平行。這第4個拱與其他3個拱大致相同，但是在細部結構上有所不同：它並沒有與原先的袖廊相連接。
在1922年的停戰日（Armistice Day）上，丘吉爾子爵（Victor Spencer）為一座紀念在第一次世界大戰喪生的大西部鐵路員工的紀念雕像（大西部鐵路戰爭紀念雕像）揭幕。
這座青銅雕像描繪出一位正在閱讀信件的士兵，為英國雕塑家Charles Sargeant Jagger的作品，位於第一月台。

### 車站現況

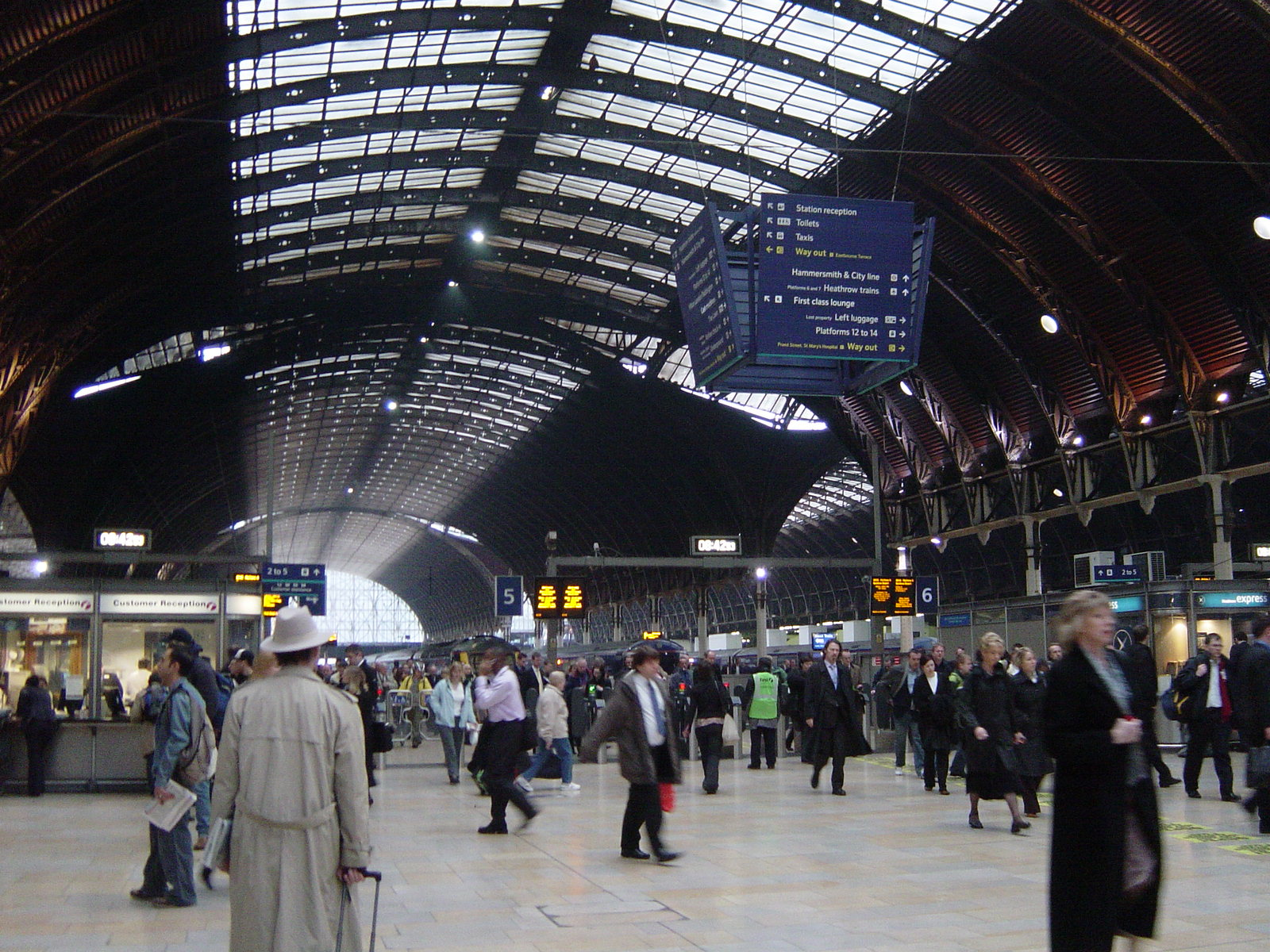
尖峰時刻的帕丁頓站，攝於2005年3月

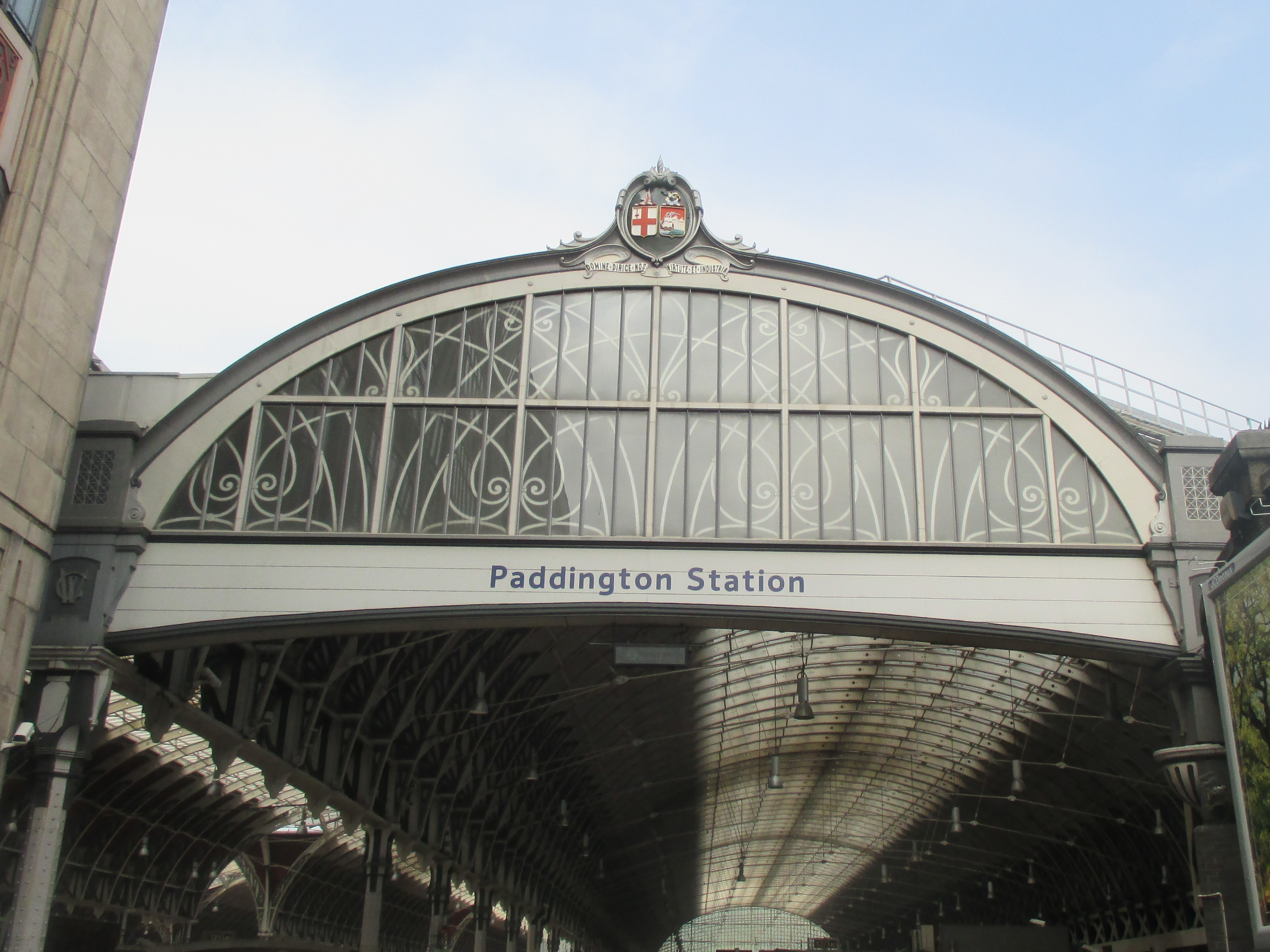
入口

帕丁頓國鐵站目前有13個月臺，從西往東依序編號1-12號和14號。1號到8號月臺位於原本布魯內爾於1854年設計的車棚的3個拱下方，9號到12號則在第4個拱的下方。為了使12號月台得以容納十卡列車，該月台於2016年12月展開延長工程。在延長工程中，為了騰出空間，13號月台被拆卸。14號月臺則位於大都會鐵路古老的主教橋車站中，其入口位於12號月台西北側。
2-7號月台、10-14號月台均設有驗票閘門。
14號月台東側則是15號與16號月臺，目前供倫敦地鐵的漢默史密斯及城市線和環線使用。
7號月臺是希斯洛機場快線的專用月台，而14號月臺只有行駛短途的通勤列車，其他的月台皆有行駛車站提供的路線。但是長程的列車通常傾向使用西邊的月台，而當地的短程列車則傾向使用東邊的月台（包括希思羅快車在內）。
車站大廳從第1號月臺延伸到第12號月臺，位在倫敦4個主要車棚的下方。13號與14號月臺可以從12號月臺直接到達，或從穿越車站末端的人行橋（連接所有的月台）抵達。
希爾頓柏靈頓飯店的後方與車站大廳之間的區域通常被稱為「草地」（The Lawn）。它原本是露天的，但是後來被建設成車站第1行人大廳的一部分。最近這個部分被重新加蓋，而且用玻璃牆從大廳分割出來，現在則被幾層樓的商店與咖啡店所環繞著。

### 路線
帕丁頓站是許多前往布里斯托、巴斯、南威爾斯與英格蘭西部的長程列車在倫敦的終點站，也是前往西倫敦與泰晤士河谷的通勤列車的終點，這些路線目前都是由大西部鐵路來營運。帕丁頓站除地下鐵以外還有兩種前往倫敦希思羅機場方式：搭乘希思羅快線直達機場或伊利沙伯線。伊利沙伯線前往機場的列車行駛路線與希思羅快線列車相同，不過會停靠中途站。2號高速鐵路工程展開前，當奇爾特恩鐵路列車因為工程或其他因素而無法以馬里波恩站作總站時，列車可以自奇爾特恩主線經阿克頓—諾霍特線前往大西部主線，並以本站為替代總站。2018年12月10日前，奇爾特恩鐵路會於平日提供由本站開出、經阿克頓—諾霍特線和南萊斯里普至海威科姆的國會列車。
然而自2018年12月起，阿克頓—諾霍特線皇家公園至老橡公地段因為2號高速鐵路工程而需要關閉，奇爾特恩鐵路的列車自此需要繞經格林福德支線才能抵達大西部主線及本站。奇爾特恩鐵路的國會列車亦改為南萊斯里普至西伊靈，不再由本站出發。
2022年11月6日起，除了清晨及深夜的少數以本站為總站的列車外，伊利沙伯線列車已全數改為停靠位於本站地底的伊利沙伯線月台。
截至2022年11月，本站的國鐵服務班次（每小時）為：
第一大西部
- 1班 往 貝德溫
- 2班 往 布里斯托聖殿草地
- 2班 往 卡地夫中央 （其中1班續駛至斯旺西）
- 1班 往 切爾滕納姆溫泉
- 1班（每2小時） 往 埃克塞特聖戴維斯 （部分班次會續駛至德文郡西南部和康沃爾郡）
- 1班（每2小時） 往 紐伯里 （與前往埃克塞特聖戴維斯站的列車交替發車）
- 2班 往 牛津 （其中1班續駛至大莫爾文，部分亦續駛至赫里福德）
- 1班 往 普利茅斯 （經埃克塞特聖戴維斯，每隔一班列車會續駛至彭贊斯）
- 2班 往 迪德科特Parkway （使用疏緩線、各站停車的服務）

希思羅快線
- 4班 往 希斯羅機場5號航站樓

伊利沙伯線
- 8班 東行 往修道院森林
- 8班 東行 往仙菲爾德
- 2班 西行 往希斯羅機場4號航站樓
- 2班 西行 往希斯羅機場5號航站樓
- 2班 西行 往梅登黑德
- 2班 西行 往雷丁

## 倫敦地鐵車站、伊利沙伯線車站
本站的北側設有帕丁頓站（環線和漢默史密斯及城市線）出入口，南側則設有帕丁頓站（貝克盧線、環線和區域線）和伊利沙伯線車站的出入口。
2022年5月24日，伊利沙伯線中段（帕丁頓—修道院森林）通車。本站的伊利沙伯線月台設有閘內通道前往貝克盧線月台（貝克盧線月台亦設有閘內通道前往環線、區域線月台）。

## 小說中的帕丁頓站

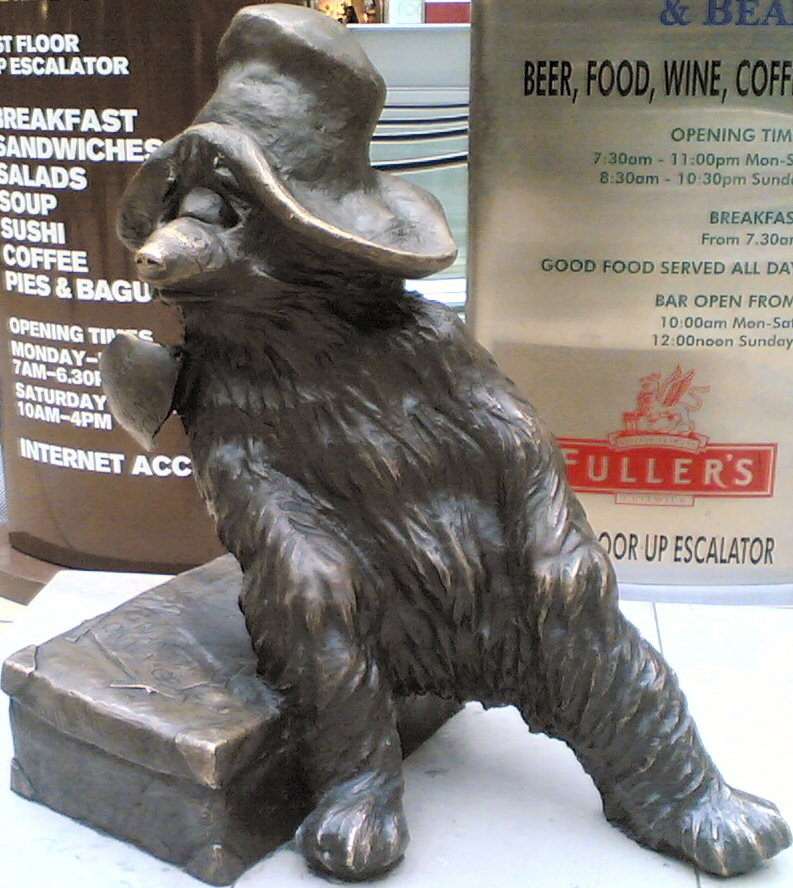
帕丁頓熊銅像

在帕丁頓站大廳裡放置一尊稱為帕丁頓熊的銅像，帕丁頓熊是英國兒童文學中的一個虛構角色，牠第一次出現是在1958年，因為在書中這隻熊是在這個車站中出現的，也就因為帕丁頓站而聞名，而且在主線車站的區域內也有一間販賣帕丁頓熊週邊商品的小型商店。
阿加莎·克里斯蒂的偵探小說《命案目睹記》（4.50 from Paddington/What Mrs. McGillycuddy Saw）中，以一位旅客在帕丁頓站目睹一件謀殺案來開場。
帕丁頓站曾經出現在《王牌大賤諜2》、《美好的星期五》、《28天倒數毀滅》與《納尼亞傳奇：獅子‧女巫‧魔衣櫥》等電影的場景中。帕丁頓站也短暫的出現在JK羅琳的第1部小說《哈利波特—神秘的魔法石》第5章（斜角巷）的情節中。

## 外部連結
- （英文）柏靈頓車站資料 （页面存档备份，存于） 鐵路網站
- （英文）時刻表 （页面存档备份，存于） 與 柏靈頓車站資料（页面存档备份，存于） 國家鐵路(車站代號: PAD)
- （英文）柏靈頓車站照片 （页面存档备份，存于）